# Натан Седерблюм
Ларс Олоф Юнатан Седерблюм (швед. Lars Olof Jonathan Söderblom; 15 січня 1866 — 12 липня 1931) — шведський священик і екуменіст, архієпископ Уппсали, лауреат Нобелівської премії миру 1930 року. Іменем Седерблума відзначений день 12 липня в лютеранському Календарі святих.

## Біографія
Натан Седерблум народився на фермі Трене, тепер комуна Седергамн лена Євлеборг, Швеція. Його батько був священиком і глибоко віруючим християнином.
Седерблум вступив до Упсальського університету в 1883 році. Він не знав, що конкретно збирається вивчати, але вирішив піти по стопах батька. Після повернення з США в 1892 році він здобув ступінь з теології і був висвячений в пастори лютеранської церкви. У тому ж році він опублікував свою першу книгу про теологію німецького реформатора Мартіна Лютера. У 1892 і 1893 роках Седерблум обіймав посаду першого віце-президента і президента студентського союзу Уппсали.
Деякий час він служив капеланом психіатричної лікарні в Упсалі, потім був призначений пастором шведської церкви в Парижі. У 1897 році одружився зі студенткою Уппсальского університету Ганні Форселл, у їхній родині народилося 10 дітей. У Парижі Седерблум провів сім років. Його прихід відвідували відомі скандинавські художники, дипломати і бізнесмени, серед яких був Альфред Нобель. Після смерті Нобеля 10 грудня 1896 року Седерблум провів заупокійну службу.
Він закінчив аспірантуру по теології, а також історії релігії в Паризькому університеті, і здобув ступінь доктора теології. Темою дисертації Седерблум вибрав поняття загробного життя в зороастризмі — перської релігії, яка поширилася в VI столітті до н. е. Він повернувся до Швеції в 1901 році, коли йому запропонували кафедру теології Уппсальского університету. У 1912 році він став професором релігієзнавства Лейпцігського університету.
20 травня 1914 року Седерблум був призначений архієпископом Церкви Швеції. Під час Першої світової війни Седерблума зробив відомим його християнський рух за мир. До цього часу він написав кілька великих робіт і в 1921 році був обраний в Шведську академію.
Седерблум був близько знайомий з англійським екуменістом Джорджем Беллом, і вважається одним із засновників екуменізму. У 1925 році в Стокгольмі він організував Загальну християнську конференцію, в якій брали участь майже всі світові церкви, крім Римсько-католицької. Результатом цієї зустрічі і подальшої роботи стало створення в 1948 році Всесвітньої ради церков.
В нагороду за заслуги в досягненні миру через релігійне об'єднання Седерблум в 1930 році отримав Нобелівську премію миру. Через рік після отримання Нобелівської премії він був запрошений читати лекції в Единбурзі, але після перших десяти лекцій повернувся до Швеції.
Седерблум помер від серцевого нападу в Упсалі 12 липня 1931 року.